# 尤利安·布蘭特
尤利安·布兰特（德語：Julian Brandt；1996年5月2日—）是一位德國足球运动员，现效力于德甲球隊多特蒙德，司职翼锋。他是出自沃爾夫斯堡的青训。

## 足球生涯

### 俱乐部生涯
布兰特的足球生涯始于博格费尔德（SC Borgfeld）和上诺伊兰的青年队。至2011-12赛季，他加盟沃尔夫斯堡青训营。在那里，他最初是代表17岁以下梯队（U17）参赛，并在U-17德甲联赛中出场25次及射入14球。至2012-13赛季，布兰特升入U19梯队。在他参加U-19德甲联赛的首个赛季，共出场23次及射入13球（常规赛）。在季后赛，布兰特又在3场比赛中再射入1球，并最终随队进军决赛，击败汉莎罗斯托克而夺得冠军。甚至在2013-14赛季上半程，他也能出场14次便射入6球。
至2013-14赛季的冬歇期，布兰特以350,000欧元的身价加盟勒沃库森。他签署了一份有效期至2019年6月30日的职业合同。2014年2月15日，布兰特在主场以1比2不敌沙尔克04的比赛中（第21轮）迎来首次德甲亮相，于第82分钟替换孙兴慜登场。三日后，他又在欧冠联赛对阵巴黎圣日耳曼的首轮淘汰赛中于下半时替补出场，完成欧战首秀。在布兰德代表勒沃库森参加的第七场德甲比赛、即2014年4月4日（第29轮）于客场以1比2负于汉堡的比赛中，他于第58分钟射入个人德甲首球。在2016年3月20日至4月30日期间，他又连续在六场德甲比赛中取得进球，成为继之后完成这一壮举的最年轻球员。布兰特的欧冠首球则直至2016年12月7日才实现，于主场以3比0战胜摩纳哥的分组赛中射入，并以20岁219天的年龄创造了勒沃库森队史欧冠最年轻进球纪录。
在 2018-2019 赛季的德甲联赛下半段赛程当中，布兰特被俱乐部新任主教练彼得▪博茨重新安排了场上位置，从他习惯的侧翼移到了更加靠近中间的中场位置，与凯耶▪哈弗茨形成了搭档。由于位置上的变化，布兰特的进球率有所增长，2019 年 2 月，在收获了 2 进球 4 助攻的优异成绩后，他被提名为月度最佳球员。
他最终赢得了这一奖项，并由此成为了首位赢得这一荣誉的勒沃库森球员。他在当月初面对美因茨队的比赛中收获了进球，而这场比赛恰巧也是他在所有赛事当中为俱乐部第 200 次出场的里程碑之战。
2019 年 5 月 22 日，多特蒙德激活了其合同中的解约条款，布兰特由此完成了加盟多特蒙德的转会，转会金额据报导高达 2500 万欧元，合约为期五年。布兰特在代表多特蒙德出战的处子秀当中替换索尔根▪阿扎尔出场，收获了代表球队出战德甲联赛的首粒进球，帮助球队 5-1 大胜奥格斯堡。

### 国家队生涯
布兰特是在2016年5月17日首次得到时任联邦主教练的的征召，成为参加在法国举行2016年欧洲足球锦标赛的德国队27人备选大名单之一。2016年5月29日，他在对阵斯洛伐克的友谊赛中完成国家队首秀，于下半时替换登场。在最终的欧锦赛23人参赛名单中，布兰特没有入选。但他得以参加了同年9月对阵挪威的2018年世界杯预选赛首场比赛。在那场比赛中，布兰特首度身披前国脚留下的7号球衣。
2016年7月15日，布兰特还入选了德国足协参加在里约热内卢举行的2016年夏季奥运会的德国国奥队大名单。他在全部6场比赛中均打满全场，并最终随队摘得银牌。尽管没有取得入球，但他在全队共22个入球中送出了其中的9次助攻。而在对阵葡萄牙的四分之一决赛中，他更是被评为当场最佳球员。2016年11月1日，布兰特与德国国奥队共同获颁银月桂叶勋章。
2018年，布兰特隨隊出戰俄羅斯世界盃。德國國家隊三戰一勝二負，分組賽出局。

## 荣誉及奖项

### 俱樂部
沃尔夫斯堡
- U-19德甲联赛冠军：2013年

 多特蒙德
- 德國超級盃冠軍：2019年
- 德國盃冠軍：2021年[18]
- 歐洲聯賽冠軍盃亞軍：2023–24

### 國家隊
德國
- 歐洲U-19足球錦標賽冠军：2014年
- 奥运会足球比赛银牌：2016年

### 個人
- 弗里茨·瓦尔特奖：U17组银奖（2013年）
- 弗里茨·瓦尔特奖：U18组金奖（2014年）
- 银月桂叶勋章：2016年